# ハノイ建築大学
ハノイ建築大学（ハノイけんちくだいがく、英語名：Hanoi Architectural University、ベトナム語：Trường Đại học Kiến trúc Hà Nội / 場大學建築河內）は、ベトナムハノイにある国立大学。

## 沿革
- 1961年 ハノイ工科大学内に建築コース設置
- 1969年 ハノイ建築大学設立

## 概要

### 学部
- 建築学部（Faculty of Architecutre）
- 地域・都市計画学部（Faculty of Rural and Urban Planning）
- 土木工学部（Faculty of Civil Engineering）
- 社会資本整備・都市環境学部（Faculty of Infrastructure Techniques and Urban Environmet）
- 都市管理学部（Faculity of Urban Management）
- 大学院（Post-graduate Faculity）
- 社会人教育学部（In-service Faculity）
- マルクス-レーニン部（Marxist-Leninist Department）
- 外国語センター（Foreign Language center）
- 応用情報センター（Applied Informatics Center）
- 体育教育部（Department of Physical Education）